# Milżyn
Milżyn – wieś w Polsce położona w województwie kujawsko-pomorskim, w powiecie włocławskim, w gminie Lubraniec.

## Współczesność
W latach 1975–1998 miejscowość administracyjnie należała do województwa włocławskiego. Przez wieś przebiega droga wojewódzka nr 270. Według Narodowego Spisu Powszechnego (III 2011 r.) liczyła 213 mieszkańców. Jest dwunastą co do wielkości miejscowością gminy Lubraniec.

## Historia
W roku 1781 w Milżynie urodził się generał Augustyn Ludwik Józef Słubicki, herbu Prus, poseł na sejm, senator, uczestnik wojen napoleońskich i prekursor pracy organicznej na Kujawach, właściciel dóbr Milżyn. W skład dóbr Milżyn wchodziła wieś i folwark Milżyn, Zaborowo Hollendry. W XIX wieku dobra Milżyn należały kolejno do Słubickich, Wiesiołowskich,Gostomskich i Jezierskich. Folwark Milżyn rozparcelowano w latach 1924–1926.